# Волнянка ивовая

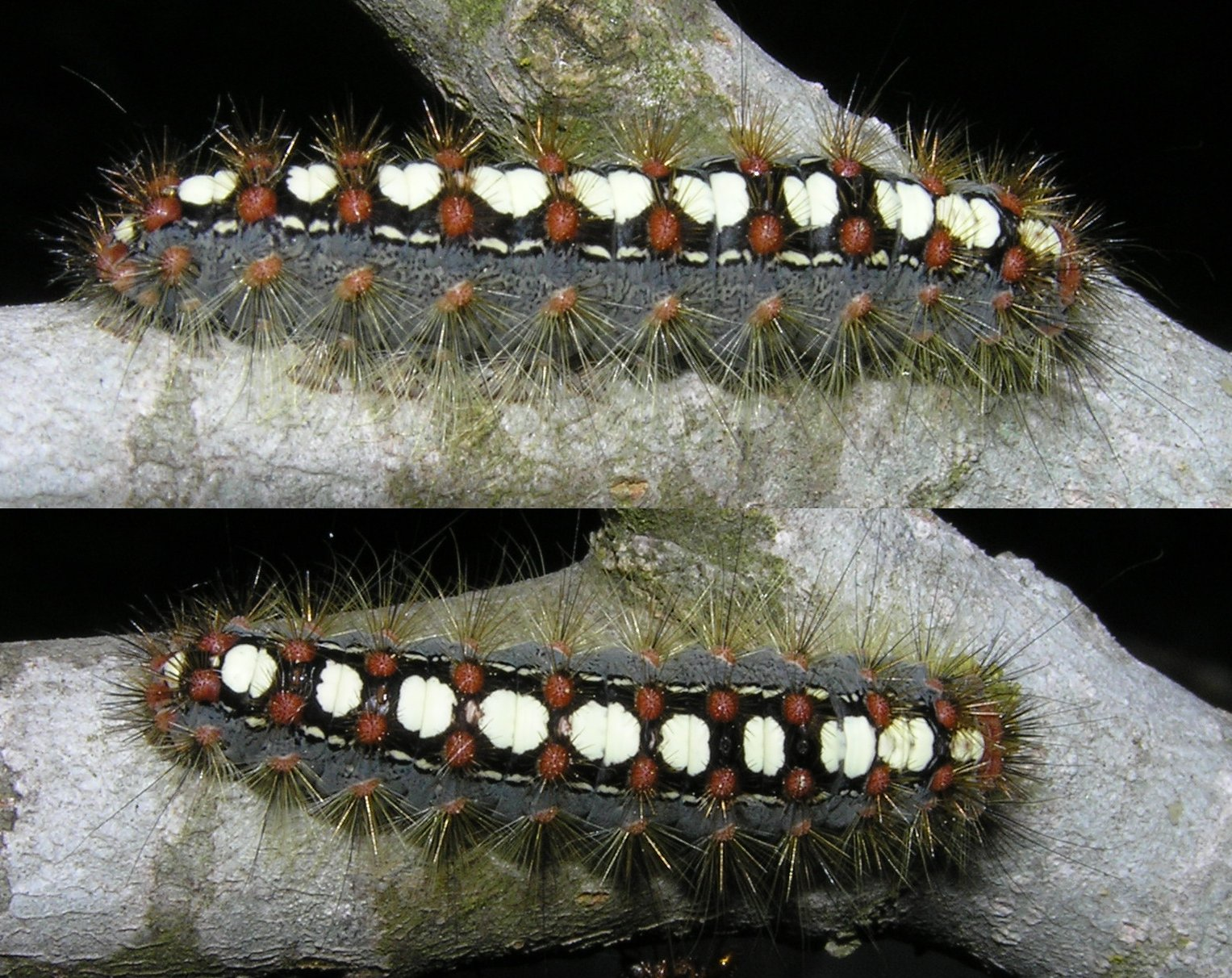
Гусеница волнянки ивовой

Волнянка ивовая, или шелкопряд ивовый (Leucoma salicis) — ночная бабочка семейства волнянок.

## Описание
Средней величины бабочка с блестяще-белыми крыльями (встречается изредка меланистическая аберрация с чёрными краями крыльев). Размах крыльев 44—55 мм. Усики и голени ног чёрные, лапки чёрные с поперечными белыми кольцами. У самцов усики гребенчатые, у самок зазубренные. Стержень усиков покрыт белыми чешуйками без каких-либо чёрных колец. 
Бабочки летают в июне и июле. Самки откладывают яички кучками на листья или кору разных видов ив и тополей, склеивая и покрывая их единообразной серебристой массой (выделение придаточных половых желез). Такие кучки в 150—200 яичек имеют вид плоских лепёшек. Яички обычно зимуют, но иногда гусеницы вылупляются уже осенью и проводят зиму в щелях коры и т. п. 
Взрослые гусеницы длиной около 40 мм. Туловище чёрного цвета, по бокам и с брюшной стороны желтовато-серого цвета, с 4 рядами буровато-красных бородавок, усаженных кучками длинных буровато-жёлтых волосков. Между этими бородавками находятся небольшие конусообразные возвышения, которые могут немного выпячиваться и из которых при раздражении выступает капля жидкости — секрет кожных желез, находящихся внутри упомянутых возвышений (секрет железы, вероятно, служит для защиты от врагов). На спинной стороне тела находится ряд белых или желтовато-белых продолговатых пятен. Гусеницы сильно объедают листья ив и тополей (едят преимущественно ночью, а днём сидят спокойно на листьях и стволах). Перед окукливанием скрепляют отдельными паутинными нитями несколько листьев. Куколки чёрные с многочисленными мелкими беловатыми пятнышками и жёлтыми волосками. 
Вид распространён в большей части Европы и палеарктической части Азии, включая Приамурье, Приморье и Сахалин. Иногда бабочки появляются в огромных массах и совершают перелёты целыми тучами. При близости моря они нередко попадают при этом в воду и выбрасываются на берег. 
Врагами бабочек являются летучие мыши и воробьи, паразитные мухи (тахины) и различные наездники.